# Алатопетра
Алатопетра (грч. Αλατόπετρα) је насељено место у општини Гребен у периферији Западна Македонија, Грчка. Према попису из 2021. године било је 48 становника.
Према бугарском географу и историчару, Василу Канчову, у Алатопетри је 1900. године живело 125 Грка муслимана (Валахади). Двадесетих година 20. века муслиманско становништво је принудно исељено у Турску а на њихово место су насељене грчке породице из околних села, којих је на попису из 1928. године било 235. Село се раније звало Туз.